# جيريمي بيكر
جيريمي بيكر (بالإنجليزية: Jeremy Baker)‏ هو قاضي بريطاني، ولد في 9 فبراير 1958.